# Puente ferroviario de Richmond
El puente Ferroviario de Richmond está situado en Richmond, en el suroeste de Londres (Reino Unido), inmediatamente aguas arriba del puente de Twickenham. Permite el cruce sobre el río Támesis de las vías del National Rail operadas por la compañía South Western Railway (SWR) en la Línea de Waterloo a Reading, y se encuentra entre las estaciones de Richmond y de St. Margarets. El puente fue uno de los primeros cruces ferroviarios del Támesis.
El primer puente ferroviario de Richmond fue construido por el contratista Thomas Brassey y diseñado por los ingenieros civiles Joseph Locke y J. E. Errington en nombre del Ferrocarril de Londres y del Suroeste (L&SWR). Inaugurado en 1848, originalmente se conocía como el "Puente ferroviario de Richmond Windsor y Staines". Debido a las preocupaciones sobre el uso de fundición de hierro en la construcción del puente original, fue reconstruido durante la década de 1900, siendo el principal cambio la sustitución de elementos de hierro por otros de acero. Este segundo puente, que reutilizó en gran medida elementos del original, fue diseñado por el entonces ingeniero jefe del L&SWR, J. W. Jacomb-Hood, y construido por la Horseley Bridge Company entre 1906 y 1908.
El segundo puente es visualmente similar a la estructura anterior, conservando gran parte de su estética y características originales a pesar de los programas posteriores de renovación y mantenimiento, incluido el reemplazo de su plataforma y vigas durante la década de 1980. Desde 2008, tanto el puente en sí como su viaducto de acceso de ladrillo han sido catalogados como monumento de Grado II, protegiéndolos de futuras modificaciones que pudieran alterar su valor patrimonial.

## Historia

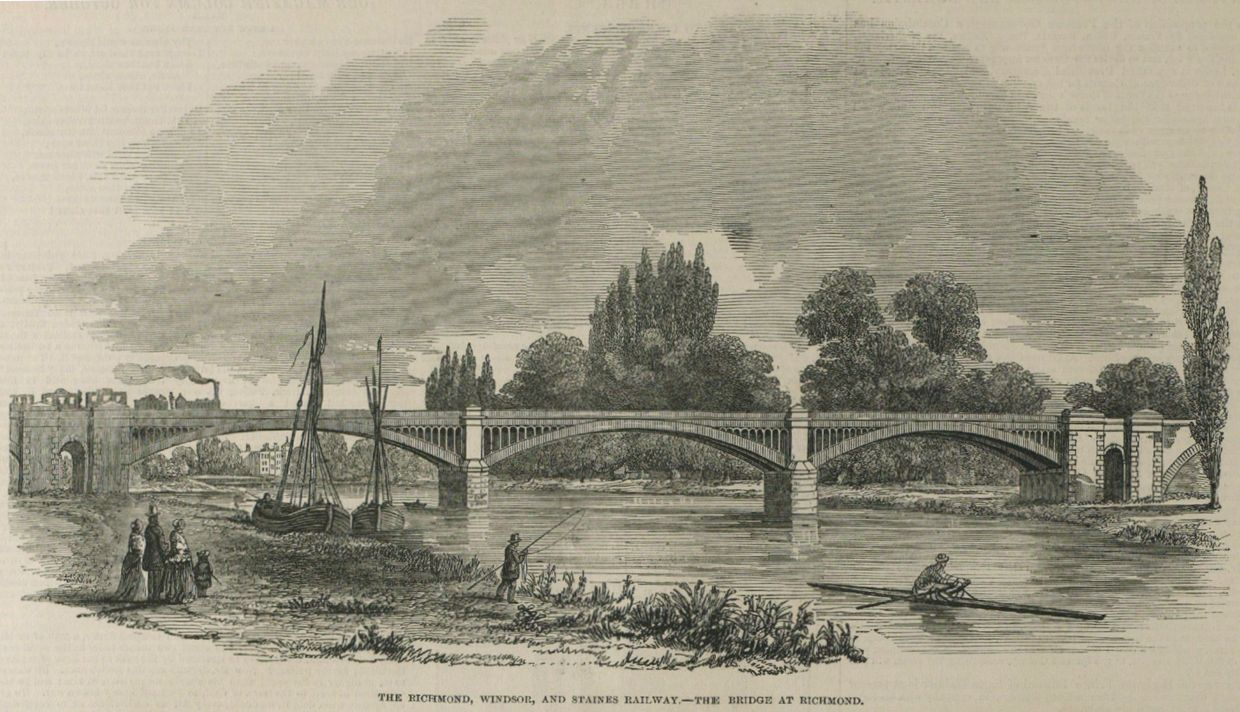
Puente ferroviario de Richmond, The Illustrated London News, 21 de octubre de 1848

Poco después de la llegada del Ferrocarril de Londres y del Suroeste (L&SWR) a la Estación de Richmond en 1846, se pondrían en práctica las ambiciones de extender la línea hasta Windsor, facilitando una conexión directa entre Clapham Junction, Richmond y Waterloo. Anteriormente, el área del Támesis había experimentado relativamente poco desarrollo ferroviario a pesar del auge nacional del sector, en gran parte debido a una prohibición promulgada por el Parlamento que impedía la construcción de vías férreas en el centro de Londres. Habiendo obtenido la autorización para proceder, el puente ferroviario de Richmond sobre el Támesis estaría entre los primeros cruces ferroviarios del río que se construirían.
La responsabilidad del diseño de este primer puente ferroviario se asignó a los ingenieros civiles Joseph Locke y J. E. Errington, que también trabajaron juntos en otra estructura similar, el puente ferroviario de Barnes. Su construcción estuvo a cargo del prolífico contratista Thomas Brassey. Este primer puente constaba de tres celosías de fundición de hierro de 100 pies, que estaban sostenidas sobre arcos revestidos de piedra en combinación con un par de pilares en el cauce del río revestidos con tajamares de piedra redondeados. Acompañando al puente en sí, se construyó un viaducto con arcos de ladrillo que cruza el Parque Old Deer de Richmond para dar acceso al puente desde el este. Este viaducto presenta ornamentación y elementos decorativos, que se insertaron en el diseño por insistencia de los comisionados de la Corona del parque.
Si bien el puente demostró estar relativamente libre de problemas durante su vida útil, a principios del siglo XX existían preocupaciones considerables sobre su integridad estructural, en gran parte debido al uso de fundición de hierro en su estructura. Para abordar estas preocupaciones, los responsables del ferrocarril decidieron que el puente debería reconstruirse con un nuevo diseño, que fue ideado por el entonces ingeniero jefe del L&SWR, J. W. Jacomb-Hood. En 1906 se adjudicó a la empresa Horseley Bridge Company un contrato para emprender la fabricación y construcción de este segundo puente.
El segundo puente, que se completó durante 1908, en realidad retuvo o reutilizó numerosos elementos del primer puente, incluidos los pilares y los estribos existentes. Este nuevo diseño armonizaba con el diseño del puente original, con las distintivas enjutas abiertas reproducidas intencionadamente empleando elementos verticales. Se prestó una atención considerable a la estética del puente, particularmente con respecto a las nuevas vigas de acero que pasaron a formar un elemento central de la nueva estructura. La superestructura de acero constaba principalmente de cuatro nervaduras de arco poco profundas para cada tramo, arriostradas formando dos pares y sujetas con pasadores hacia sus extremos para permitir giros relativos. El puente está formado por dos estructuras separadas de arcos de acero paralelas colocadas una junto a la otra, de forma que cada una soporta una vía.
Se han realizado más trabajos en la estructura con el paso del tiempo. Durante 1984, las vigas principales y el tablero del puente fueron reemplazados por completo. A pesar de haber recibido múltiples programas de renovación en un siglo, se dice que el puente ha conservado gran parte de la apariencia de la estructura original de 1848, gracias a que una proporción significativa del puente histórico también ha perdurado hasta el día de hoy.
Tanto el propio puente ferroviario de Richmond como su viaducto de acceso adyacente fueron declarados monumento clasificado de Grado II en 2008. Este estatus pretende proteger la estructura de cualquier actuación que pudiera desvirtuarla, con el objetivo de preservar su carácter especial.

## Galería
|  |  |  |  |